# Liubov Basova
Liubov Valerivna Basova –em ucraniano, Любов Валеріївна Басова; nascida como Liubov Shulika, Любов Шуліка– (Vinnytsia, 16 de julho de 1988) é uma desportista ucraniana que competiu no ciclismo na modalidade de pista, especialista nas provas de velocidade, keirin e perseguição por equipas.
Ganhou uma medalha de prata no Campeonato Mundial de Ciclismo em Pista de 2008 e seis medalhas no Campeonato Europeu de Ciclismo em Pista entre os anos 2010 e 2018.
Participou em dois Jogos Olímpicos de Verão, em Londres 2012 ocupou o 4.º lugar em velocidade por equipas e o 7.º lugar em velocidade individual, e em Rio de Janeiro 2016 o 5.º lugar em keirin.

## Medalheiro internacional
| Campeonato Mundial | Campeonato Mundial         | Campeonato Mundial | Campeonato Mundial      |
| Ano                | Lugar                      | Medalha            | Competição              |
| ------------------ | -------------------------- | ------------------ | ----------------------- |
| 2008               | Manchester ( Reino Unido)  | Medalha de prata   | Perseguição por equipas |
| Campeonato Europeu |                            |                    |                         |
| Ano                | Lugar                      | Medalha            | Competição              |
| 2010               | Pruszków ( Polónia)        | Medalha de bronze  | Keirin                  |
| 2011               | Apeldoorn ( Países Baixos) | Medalha de ouro    | Velocidade individual   |
| 2011               | Apeldoorn ( Países Baixos) | Medalha de prata   | Velocidade por equipas  |
| 2016               | Saint-Quentin ( França)    | Medalha de ouro    | Keirin                  |
| 2017               | Berlim ( Alemanha)         | Medalha de bronze  | Keirin                  |
| 2018               | Glasgow ( Reino Unido)     | Medalha de prata   | Velocidade por equipas  |